# Драгошевці
45°42′ пн. ш. 15°19′ сх. д. / 45.70° пн. ш. 15.32° сх. д.
Драгошевці (хорв. Dragoševci) — населений пункт у Хорватії, у Карловацькій жупанії у складі міста Озаль.

## Населення
Населення за даними перепису 2011 року становило 7 осіб.
Динаміка чисельності населення поселення: